# Херсонски художествен музей „Олексий Шовкуненко“
Херсонският художествен музей „Олексий Шовкуненко“ (на украински: Херсонський художній музей імені Олексія Шовкуненка) е художествен музей в град Херсон, Украйна, кръстен на украинския художник Олексий Олексийович Шовкуненко. Музеят е официално открит на 27 май 1978 година. Музеят се помещава в бившата сграда на кметството на града, която е архитектурен паметник от началото на XX век. Музеят има филиал в гр. Нова Каховка.

## История на сградата
Сградата на Кметството, в която понастоящем се помещава музеят, е построена през 1905 – 1906 г. с цел обслужване на органите на местно самоуправление. След построяването си, сградата се превръща в един от символите на града. В началото на XX век тук се помещават градската администрация, кметството, градският сиротен съд и градската обществена банка. Заседанията на градската Дума се провеждат в същата сграда.
През 1900 г., на заседание на градската Дума, кметът И. Волохин повдига въпроса за изграждането на сграда за градските обществени институции, в която да се помещават органи на местното самоуправление и някои градски организации, които по това време спешно се нуждаят от нови помещения. Предложението е подкрепено от Думата. Обявен е конкурс за проект за изграждане на сграда за градските институции.
За разглеждане са представени 4 проекта, като печели проект под мотото „Мимоходом“, представен от одеския архитект Адолф Минкус. По-късно Минкус става известен с архитектурната си дейност в Одеса, Киев и Харков.
Работата по строежа започва едва 5 години по-късно, при новия кмет М. Бекеци, като първата копка е направена на 28 май 1905 г. Въпреки мащаба и сложността на проекта, сградата е построена скоро след това, а в началото на 1907 г. местните органи на властта започват преместването си в сградата.
В сградата се наблюдава комбинация от няколко архитектурни стила, без това да наврежда на кохерентността на интериора. Заради централното си разположение, сградата се намира на кръстовище с натоварен трафик, което допринася за бързото ѝ износване.

## История на музея
През 1890 г. археологът и общественик Виктор Хошкевич основава първият археологически музей в Херсон. През 1909 г. Хошкевич дарява музея на градската управа. Колекцията на музея включва нумизматична колекция, археологически находки, картини и икони. През 1912 г., по инициатива на мецената княз Микола Хедройц, на долния етаж в сградата на музея на Хошкевич е открит музей на изящните изкуства. Благодарение на Хедройц, музеят получава колекция от произведения на живописта, скулптури, произведения на изкуството от порцелан, кристал и гравюри . Колекцията включва картини на Алексей Боголюбов, Виктор Зарубин, Иван Колесников, Николай Пимоненко и Василий Поленов. Допълнителни произведения на изкуството са предоставени на музея лично от художниците С. Егорнов, К. Лемох, Владимир Маковски, скулпторите Иля Гинцбург, Борис Едуарс и др. В края на 1922 г. и началото на 1923 г. музеят на изящните изкуства официално се слива с археологическия музей на Хошкевич в Херсонски краеведски музей.
През 20-те и 30-те години на XX век колекцията на музея е допълнена с произведения на руски и западноевропейски майстори. В навечерието на Втората световна война колекцията на музея включва около 700 експоната. През годините на немска окупация нацистите отнасят повечето от ценностите на музея в Германия и Румъния.
След освобождението на града (март 1944 г.), местните власти започват издирване на изгубени ценности. Скоро след това работата си възобновява археологическият музей. Заради претърпените загуби по време на войната, художественият отдел на музея отваря врати едва през 1966 г. През 1976 г. градът унаследява колекцията на Мария Корниловска от Санкт Петербург (по това време Ленинград), която включва 500 произведения на изобразителното изкуство и уникална колекция от книги. Това спомага за създаването през 1978 г. на Херсонския художествен музей, базиран на фонда на художествения отдел на Краеведския музей и колекцията на Корниловска. В първите дни от съществуването на музея значителен брой експонати са прехвърлени към него от фондовете на министерствата на културата на СССР и Украйна, и съюзите на художниците на СССР и Украйна. През 1981 г. съпругата на народния артист на СССР Олексий Шовкуненко дарява повече от 100 творби на съпруга си на музея.
През октомври 2022 г. музеят е разграбен от руските окупационни войски със съдействието на местни колаборационисти. Около 10 000 от експонатите на музея са отнесени в Крим.

## Музейна колекция
Към началото 2022 г. (преди руското нападение срещу Украйна) колекцията на музея включва повече от 13 000 произведения на изкуството, правейки я една от най-големите музейни колекции в Украйна. Тук са представени произведения на украинската и чуждестранна живопис, графика, скулптура, декоративно и приложно изкуство. Времевият период, към който се числят произведенията на изкуството, включва както образци на руската иконопис от XVII в., така и произведения на съвременни херсонски художници.
Постоянната експозиция на музея е организирана в следните раздели:
- иконопис от XVII в. до началото на XX в.,
- руско изкуство от XVIII в. до първата половина на XIX в.,
- украинско и руско изкуство от втората половина на XIX в. до началото на XX век.

Някои от най-известните творби в музейната колекция са:
- „Юрий Змиеборец със Светите апостоли Петър и Павел“ (XVIII в. – началото на XIX в.)
- „Богородице, утоли моите скърби“ (XIX в.)
- „Андрей Първозвани“ (XX век.)
- „Женски портрет“, Константин Маковски (1883 г.)
- „Бурята идва“, Иван Айвазовски
- „Неаполитанка“, Пимен Орлов
- „Залез“, Алексей Саврасов
- „Животновъден двор в Абрамцево“, Василий Поленов
- „До камината“, Иван Крамской
- „Момиче с маншон“, Владимир Маковски
- „Кон с водач“, Петер Клод фон Юргенсбург
- „Княз Святослав“, Йевхен Лансере
- „Мефистофел“, Марк Антоколски
- „До приора на манастира“, Август фон Байер (1859 г.)
- „Дъбове на моравата“, Олексий Шовкуненко (1956 г.)
- „Момиче“, Олексий Шовкуненко (1938 г.)
- „Натюрморт със синя кана“, Олексий Шовкуненко (1930 г.)